# شارلوت بيركنز خيلمان
شارلوت بيركنز خيلمان (بالإنجليزية: Charlotte Perkins Gilman )‏ (و. 1860 – 1935 م) هي شاعرة، وروائية، وفيلسوفة، وعالمة اجتماع، وكاتِبة، وكاتبة روايات غير خيالية، وفنانة، واقتصادية، ونسوية، وناشطة حقوق المرأة، ومحرِّرة، وناشطة حق تصويت المرأة أمريكية، ولدت في هارتفورد، كونيتيكت، توفيت في باسادينا، كاليفورنيا، عن عمر يناهز 75 عاماً، بسبب اختناق.

## أعمال بارزة
من أهم أعمالها:
- ورق الحائط الأصفر[13]
- المرأة والاقتصاد.[14]

تقلّدت شارلوت مكانها في قاعة الشهرة الوطنيّة للمرأة. كانت القصّة القصيرة التي تحمل عنوان «ورق الحائط الأصفر» أشهر أعمال غيلمان التي لا تزال تحافظ على شهرتها حتّى الآن، وهي القصّة التي ألّفتها بعد تعرّضها لنوبات اكتئابٍ حادّة بعد الولادة.
لكن، ومن بين الأمور التي قلّ من يعرفها عن غيلمان، هي آراؤها المتعلّقة بالأعراق فقد اقترحت غيلمان -لحلّ ما يسمّى «معلضة الزنجي» في الولايات المتّحدة في بدايات القرن العشرين- تفعيل نظام عملٍ قسريّ وصفته بـ «التجنيد».

## الحياة المبكّرة
ولدت غيلمان في الثالث من شهر يوليو من عام 1860، في عاصمة ولاية كونيتيكت هارتفورد، لأبوين هما فريديريك بيتشر بيركنز، وماري بيركنز (ماري فيتش ويستكوت قبل الزواج)، كان لدى شارلوت شقيق واحد فقط، وهو توماس أدي، الذي كان يكبرها بأربعة عشر شهرًا. امتنعت الوالدة عن الإنجاب بعد أن نصحها الطبيب بذلك، لما يحمله من مخاطر تهدّد حياتها. تخلّى الوالد عن العائلة في المراحل الأولى من طفولة شارلوت، فقضت بقيّة سنوات طفولتها في فقرٍ مدقع. نظرًا لعدم قدرة الوالدة على إعالة العائلة بمفردها، فقد عاش الطفلان فترات طويلة عند عمّات والدهما، وهنّ إيزابيلّا بيتشر هوكر الناشطة في إعطاء المرأة حقّها في التصويت، وهاريت بيتشر ستو مؤلّفة رواية «كوخ العمّ توم» وكاثارين بيتشر التي كانت اختصاصيّة في مجال التعليم.
كان تعليم شارلوت المدرسيّ غير منتظمٍ، فقد اضطرّت للالتحاق بسبع مدارس مختلفة خلال طفولتها، حتّى أنّ المجموع الكلّي لسنوات التحاقها بالمدرسة، حين أصبحت في سنّ الخامسة عشر، لم يتجاوز الأربعة أعوام فقط. لم تكن والدة شارلوت تعامل طفليها بأسلوب عاطفيّ بهدف حمايتهما من التعرّض للأذى، فقد حرمت أطفالها من تكوين صداقاتٍ قويّة أو حتّى قراءة القصص الخياليّة. كتبت غيلمان في سيرتها الذاتيّة «حياة شارلوت بيركنز غيلمان» أنّ والدتها لم تكن تبدِ أيّ عاطفة تجاهها إلّا عندما كانت تظنّها نائمة. على الرغم من عيش غيلمان طفولةً تتّسم بالشعور بالعزلة والفقر، إلّا أنّها أعدّت نفسها -بغير درايةٍ- للحياة التي تنتظرها، وكان ذلك من خلال الزيارات المتكرّرة للمكتبة ودراسة الحضارات القديمة بمفردها. أثرّ عليها أيضًا حبّ والدها للأدب، فقد أرسل لها -بعد سنوات طويلةٍ من القطيعة- مجموعةً من الكتب التي شعر بأنّها جديرة بالقراءة من قبل ابنته.
أمضت غيلمان سنواتً عديدة من عمر الشباب في مدينة بروفيدنس، عاصمة ولاية رود آيلاند الأمريكيّة. كان أغلب أصدقائها من الذكور، ولم تكن تشعر بالخجل من أن تطلق على نفسها لقب «المسترجلة».
لطالما أثارت غيلمان إعجاب مدرّسيها بسبب ذكائها الفطريّ، ومعرفتها الواسعة، لكنّهم -وبنفس الوقت- كانوا يشعرون بخيبة الأمل تجاهها بسبب وضع عائلتها المادّي. كانت دروس الفلسفة الطبيعيّة هي أكثر الدروس التي كانت تفضّلها في المدرسة، وخاصّة دروس الفيزياء. التحقت غيلمان في عام 1878 عندما أصبحت في الثامنة عشر من عمرها بفصول دراسيّة في مدرسة رود آيلاند للتصميم، بمساعدة مادّيّة من والدها الغائب، بدأت بعد ذلك العمل في فنّ تصميم البطاقات التجاريّة بهدف تحصيل مصروفها الشخصيّ. عملت أيضًا كمعلّمة، وشجّعت الآخرين على توسيع إبداعهم الفنيّ. كانت غيلمان رسامةّ أيضًا.

## مرحلة النضوج
تزوّجت غيلمان في عام 1884 من الفنّان تشارلز والتر ستيتسون، وذلك بعد أن رفضت طلبه بالزواج منها في بادئ الأمر، بسبب شعور غريزيّ أخبرها بأنّ الإقدام على الزواج من هذا الشخص ليس بالأمر الصحيح. ولدت ابنتهما الوحيدة في 23 مارس من عام 1885 بعد عام واحد على الزواج، وعانت شارلوت جيلمان من نوبات شديدة من (اكتئاب ما بعد الولادة) في زمن كانت تُعتبر فيه النساء كائنات هستيريّة وعصبيّة، لذلك اضطّرت شارلوت إلى الادّعاء بأنّها مريضة بشكلٍ خطير، لكنّ العديد من الناس لم يصدّقوا هذه المزاعم.
انفصلت شارلوت عن زوجها في سنة 1888، الأمر الذي كان نادر الحدوث في تلك الحقبة الزمنيّة. تطلّق الزوجان بشكلٍ رسميّ في عام 1894. قابلت شارلوت في السنة نفسها التي انفصلت فيها عن زوجها أدلين ناب الملقّبة بـ «ديل».
وصفت سينثيا جيه ديفيس العلاقة الجدّيّة التي ربطت المرأتين، فكتبت «لقد آمنت غيلمان أنّها وجدت في ديل طريقة للجمع بين المحبّة والعيش، وأنّه بإمكانها أن تدعم هذا المزيج بشكلٍ أفضل مع شريكة حياة أنثى بالمقارنة مع الشريك من الجنس المغاير» انتهت العلاقة في نهاية الأمر. انتقلت شارلوت بعد طلاقها من زوجها مع طفلتها الوحيدة إلى مدينة باسادينا بولاية كاليفورنيا، حيث أصبحت ناشطة في العديد من المنظّمات النسويّة والإصلاحيّة، كرابطة ساحل المحيط الهادئ للصحافة، والتحالف النسائي، والنادي الاقتصادي، وجمعيّة إيبيل (المسمّاة تيمّنًا بأدريان جون إيبيل)، ورابطة الآباء، ومجلس الدولة لشؤون المرأة، بالإضافة إلى الكتابة والتحرير في صحيفة النشرة التي تصدرها إحدى المنظّمات آنفة الذكر.
أرسلت غيلمان ابنتها في عام 1894 للعيش مع زوجها السابق وزوجته الجديدة «غريس إليري تشانينج» والتي كانت صديقة لها. ذكرت غيلمان في مذكّراتها أنّها كانت سعيدةً للزوجين، لأنّ «أمّ كاثرين الثانية كانت جيّدة تمامًا كما الأولى، وربّما أفضل منها بطريقة أو بأخرى». كانت غيلمان تمتلك آراءً تقدّميّة حول حقوق الأبّ، وأقرّت بحقّ زوجها السابق في أن يكون جزءًا من مجتمع كاثرين، وبحقّ كاثرين بأن تعرف والدها وتحبّه.
قرّرت غيلمان بعد وفاة والدتها في عام 1893 العودة شرقًا لأوّل مرة منذ ثمان سنوات. تواصلت شارلوت مع ابن عمّها الأوّل هوتون غيلمان الذي لم تره منذ ما يُقارب الخمسة عشر عامًا، والذي كان يعمل كمحامٍ في وول ستريت. بدأت شارلوت في قضاء وقت طويل مع ابن عمّها، وسرعان ما انخرطت معه في علاقة عاطفيّة. اعتادت شارلوت على أن تلتقي بهوتون في الأوقات التي كانت تجول فيها لإلقاء المحاضرات، وتتبادل الرسائل معه، وتقضي معه أطول وقت ممكن قبل مغادرتها. وصفت شارلوت ابن عمّها هوتون في مذكّراتها بأنّه شخص «ممتع»، وكان من الواضخ أنّها مهتمّة به بشدّة. عاش الزوجان منذ يوم زفافهما في عام 1900 وحتّى عام 1922 في مدينة نيويورك، ولم يكن زواجها هذا شبيهًا بزواجها الأوّل بأيّ شكلٍ من الأشكال. انتقلت شارلوت في عام 1922 إلى منزل هوتون القديم في مدينة نورويتش في ولاية كونيتيكت، ولكنّها عادت بعد وفاته المفاجئة -بسبب نزيف في الدماغ- في عام 1934 إلى مدينة باسادينا في ولاية كاليفورنيا، حيث كانت تعيش ابنتها كاثرين.
شُخّصت إصابة غيلمان بسرطان الثدي غير القابل للعلاج في شهر يناير من عام 1932، فأقدمت -المدافعة عن حقّ المرضى المصابين بأمراض غير قابلة للعلاج بالموت الرحيم- على الانتحار في 17 أغسطس من عام 1935 عن طريق تناول جرعة زائدة من الكلوروفورم. كتبت شارلوت غيلمان في سيرتها الذاتيّة وفي رسالة انتحارها أنّها اختارت «الكلوروفورم على السرطان»، وتوفّيت بعد تناولها الجرعة بسرعة وهدوء.

## العمل
حصلت غيلمان في إحدى مراحل حياتها على المال من خلال العمل ببيع الصابون متنقّلة من بيت إلى آخر لتعرض مبيعاتها، وبعد انتقالها إلى باسادينا أصبحت شارلوت غيلمان ناشطة في منظّمات حركات الإصلاح الاجتماعيّ. مثّلت غيلمان -بصفتها مندوبة- ولايةَ كاليفورنيا في عام 1896 في كلّ من الرابطة الوطنيّة الأمريكيّة لحقّ المرأة في الاقتراع، في العاصمة الأمريكيّة واشنطن، وفي المؤتمر الدوليّ للنقابات العمّاليّة والعمّال الاشتراكيّين الذي انعقد في لندن.

## جوائز
حصلت على جوائز منها:
- قاعة الشهرة الوطنية للمرأة (1994)[34]
- عضوة قاعة مشاهير النساء في كونيتيكت [الإنجليزية]‏.

## روابط خارجية
- شارلوت بيركنز خيلمان على موقع الموسوعة البريطانية (الإنجليزية)
- شارلوت بيركنز خيلمان على موقع الموسوعة البريطانية (الإنجليزية)
- شارلوت بيركنز خيلمان على موقع ميوزك برينز (الإنجليزية)
- شارلوت بيركنز خيلمان على موقع إن إن دي بي (الإنجليزية)
- شارلوت بيركنز خيلمان على موقع ديسكوغز (الإنجليزية)